# Тамурехо
Тамурехо (ісп. Tamurejo) — муніципалітет в Іспанії, у складі автономної спільноти Естремадура, у провінції Бадахос. Населення — 258 осіб (2010).
Муніципалітет розташований на відстані близько 190 км на південний захід від Мадрида, 180 км на схід від Бадахоса.

## Демографія
Динаміка населення (INE ):